# Galowie

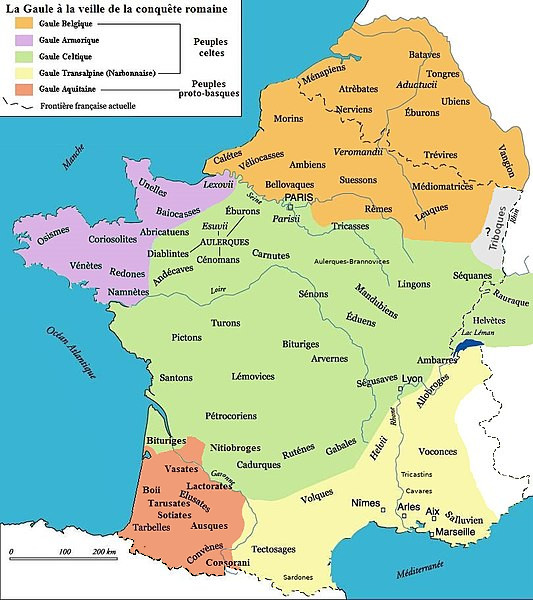
Orientacyjne rozmieszczenie plemion galijskich

Galowie (łac. Galli) – nazwa, którą Rzymianie określali celtycką ludność Galii – dzisiejszej Francji, Belgii, północnych Włoch, południowej Holandii i zachodnich Niemiec.

## Społeczeństwo galijskie
Galowie żyli w społeczeństwie rolniczym podzielonym na plemiona rządzone przez bogatych posiadaczy ziemskich. Nigdy nie stworzyli jednego państwa. Poszczególne plemiona galijskie mogły okresowo pozostawać pod luźną kontrolą silniejszych plemion. Plemiona lub związki plemienne zajmowały tereny oddzielone od innych naturalnymi granicami jak np. rzeki, mokradła i lasy.
Społeczeństwo Galów dzieliło się na ludność wolną, ludność zależną (co prawda wolną, lecz uzależnioną materialnie od bogatszej warstwy społecznej) i na niewolników (jeńców wojennych oraz ludzi kupowanych od handlarzy niewolników). Arystokracja (bogaci posiadacze ziemscy) oraz kapłani-druidzi mieli rolę przywódczą. Arystokracji służyli uzależnieni od niej „klienci” (mniej zamożni wojownicy i prosty lud), traktowani niemal na równi z niewolnikami. Ze swojej strony arystokracja broniła i wspomagała materialnie „klientów”. Do wolnej ludności zaliczali się także kupcy, rzemieślnicy, kowale, cieśle itp. Podstawową komórką społeczną była rodzina monogamiczna, w której wysoką pozycję zajmowały kobiety. Rodzina wchodziła w skład rodu, czyli klanu. Najwyższą formą organizacji społecznej o charakterze politycznym było tuath, czyli plemię.

### Religia
Życie Galów regulowane było wierzeniami i obrzędami religijnymi, których skrupulatnie przestrzegano, a naruszenie tych reguł było karane śmiercią w męczarniach. Ważną rolę w społeczeństwie galijskim odgrywali druidzi. Byli to kapłani, pośredniczący między ludźmi a bogami, ale również sędziowie, czarownicy, wróżbiarze, nauczyciele i strażnicy tradycji. Druidzi tworzyli zhierarchizowaną organizację ponad podziałami plemiennymi, podtrzymując wśród Galów poczucie wspólnoty.

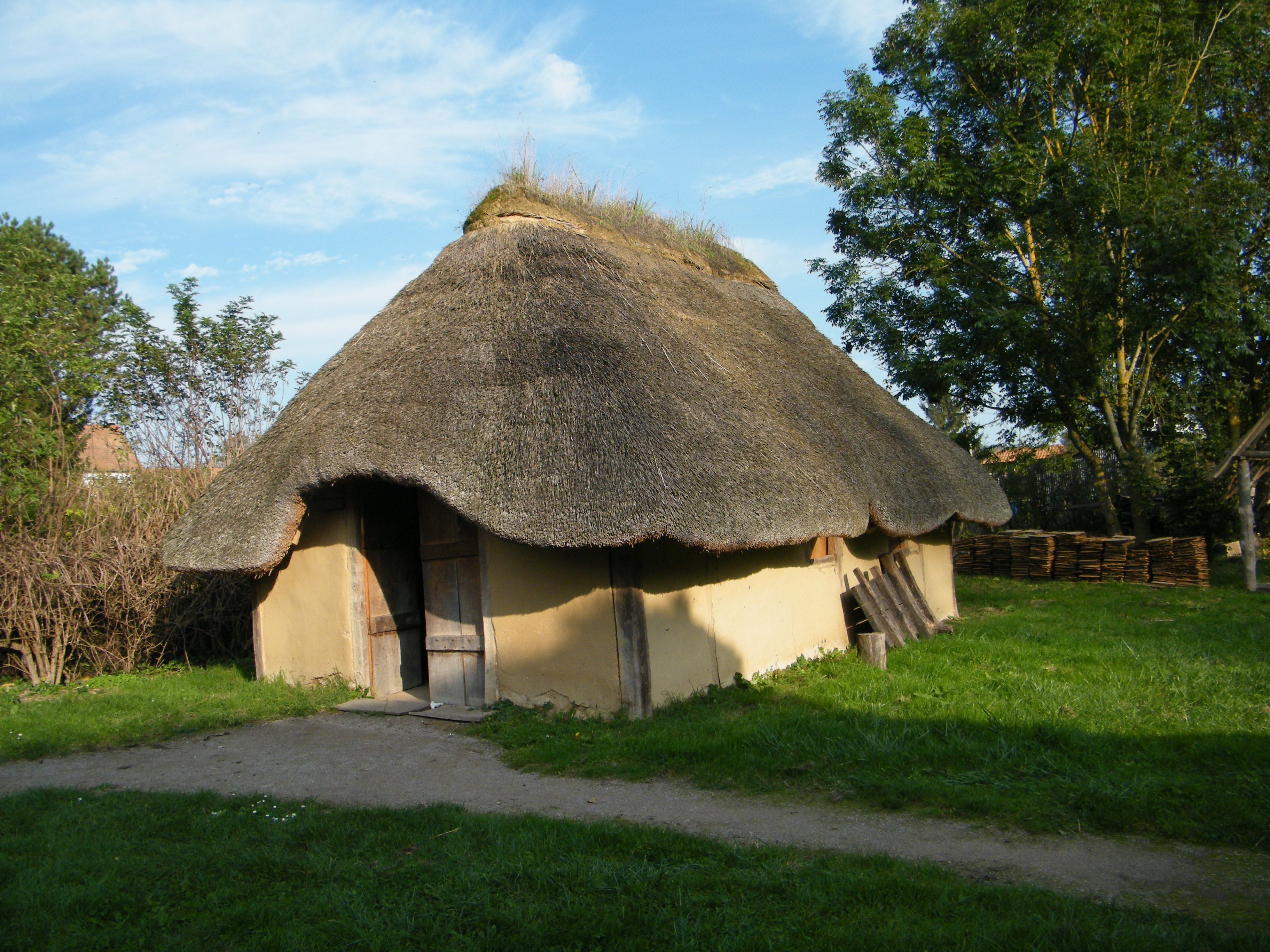
Rekonstrukcja chaty galijskiej w Pont-Remy

### Osady
Galowie zamieszkiwali głównie małe osady oraz luźno rozrzucone zagrody, w których wznoszono budynki z drewna i gliny na planie koła lub prostokąta, z dachem krytym najczęściej słomą lub trzciną; były to chaty naziemne (dla bogatszej ludności) lub półziemianki. Istniały też warowne osady typu przedmiejskiego, które odgrywały u Galów ważną rolę społeczną, gospodarczo-ekonomiczną, polityczną i religijną. Otoczone były najczęściej wałami drewniano-ziemnymi i zbudowane na planie koła. Powstały jako okresowe miejsca schronienia w przypadku zagrożenia, ale od końca II w. zaczęli się w nich na stałe osiedlać przedsiębiorcy i rzemieślnicy, dając początek miastom w Galii.

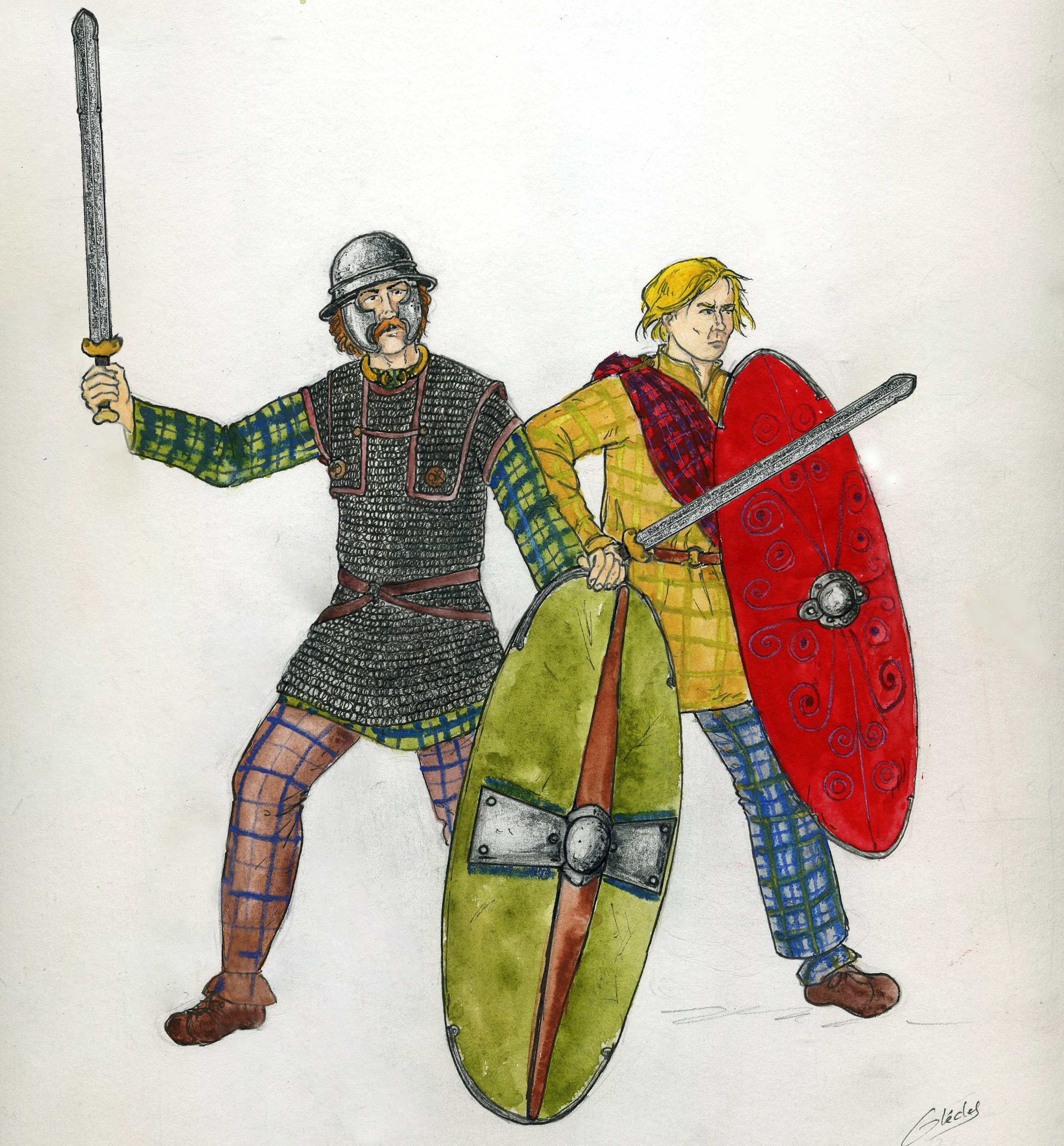
Wojownicy galijscy

## Historia
W V wieku p.n.e. Galowie przenieśli się z doliny Renu na wybrzeże Morza Śródziemnego. W połowie IV wieku p.n.e. plemiona galijskie osiedliły się w północnej Italii, w dolinie rzeki Pad, w regionie nazwanym później przez Rzymian Galią Przedalpejską. W 390 p.n.e. Galowie zdobyli i splądrowali Rzym. Galowie Przedalpejscy rozszerzyli swoje panowanie aż po środkową Italię w 284 p.n.e. Kolejne wojny z Rzymianami okazały się dla Galów przegrane i utracili część zdobytych terytoriów. Podczas II wojny punickiej Hannibal z Kartaginy zawarł sojusz z niektórymi plemionami galijskimi przeciwko Rzymianom, jednak po klęsce Hanibala Rzym do 181 r. podbił i skolonizował całą Galię Przedalpejską.

### Rzymski podbój Galii
W II wieku p.n.e. Rzymianie przekroczyli Alpy i zdobyli Galię Narbońską. W 120 r. opanowali dolinę Rodanu. Juliusz Cezar podbił całą Galię Zaalpejską w 58–50 r. p.n.e.
W latach 53–50 Cezar stłumił wielkie powstanie Galów pod wodzą Wercyngetoryksa. Cezar hojnie wynagradzał lojalne wobec niego plemiona galijskie i dał im znaczną autonomię. Cesarz Tyberiusz stłumił bunt galijskich możnowładców w 21 r. n.e., a cesarz Klaudiusz (41–54 n.e.) włączył ich w administrację państwa, nadając im m.in. prawo zasiadania w rzymskim Senacie. Postępowała romanizacja społeczeństwa galijskiego. Przez kolejne dwa stulecia w Galii wybuchały sporadyczne bunty. W połowie IV wieku nastąpiła fala najazdów plemion germańskich. Na początku VI wieku Rzymianie stracili kontrolę nad Galią.
Język galijski pozostawił liczne ślady m.in. w nazewnictwie dzisiejszej Francji, np. miasto Soissons wzięło nazwę od plemienia Suessjonów, region Vermandois od Wiromanduów, Reims od Remów, region Condroz w Belgii od Kondrusów czy niemiecki Trewir od plemienia Trewerów. Ostatecznie zromanizowana Galia okazała się spadkobierczynią kultury rzymskiej. Pisarze galijscy długo utrzymywali przy życiu klasyczną rzymską tradycję literacką.